# 阿拉伯堡
阿拉伯堡（阿拉伯语：‎），為埃及亞歷山卓的一個工業城市及旅遊勝地，同時被視為亞歷山大城市的伸延。

## 介紹
阿拉伯堡位於亞歷山卓市中心西南面約45公里，距離地中海沿岸大約七公里。市內設有阿拉伯堡機場，平均每年接待約250,000名乘客來往當地。而阿拉伯堡體育場則為全埃及第二大、以及中東第三大的體育場館，場館可以同時容納80,000名觀眾。

## 軼事
1973年4月23日，埃及總統穆罕默德·安瓦·沙達於阿拉伯堡總統度假別墅會見了時任敘利亞總統哈菲兹·阿萨德，在兩天內商討準備對以色列進行聯合進攻的詳細討論，為其後贖罪日戰爭鋪路。

## 資料來源
1. ↑  Egyptian Ministry of trade and industry. . （原始内容存档于2008-12-12）.